# アルフレッド・ヒッチコックのカメオ出演一覧

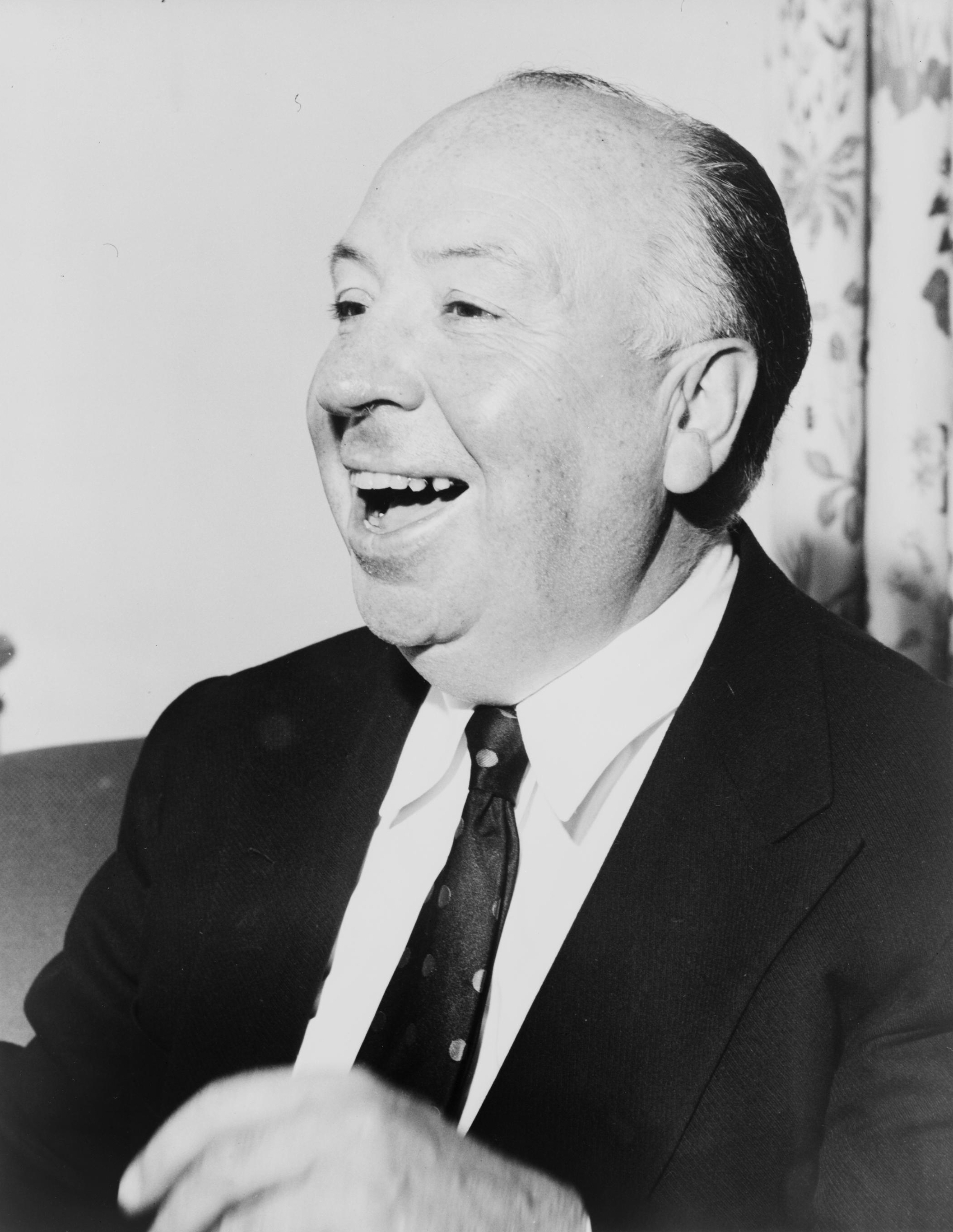
アルフレッド・ヒッチコック（1899-1980）

- アルフレッド・ヒッチコック > アルフレッド・ヒッチコックのカメオ出演一覧
- 映画 > 映画の一覧 > アルフレッド・ヒッチコックのカメオ出演一覧

アルフレッド・ヒッチコックのカメオ出演一覧は、イギリス出身の映画監督であるアルフレッド・ヒッチコックの監督作品のうち、ヒッチコック自身がカメオ出演した作品の一覧である。ヒッチコックは53本の長編映画を監督し、そのうち確認できるものだけで36本にカメオ出演しているが、これに加えてヒッチコックの出演が不確かなものも存在する。初めてカメオ出演したのは『下宿人』（1927年）であり、それ以後ヒッチコック作品の特徴のひとつとして定番化され、主に通行人や公共交通機関の乗客などに扮して短い時間だけ登場した。カメオ出演はヒッチコックのユーモアを示すものであり、これを通して自身のイメージを構築し、その名前を広く知らしめた。

## 概説
ヒッチコックが最初にカメオ出演したのは、監督3作目にあたる『下宿人』（1927年）である。ヒッチコックによると、この作品の群衆シーンでエキストラの人数が足りず、その補充のために仕方なく自身が出演せざるを得なくなったのが、カメオ出演のきっかけだったという。伝記作家のパトリック・マクギリガンによると、カメオ出演のインスピレーションとなったのは、初期の作品に俳優として出演したD・W・グリフィスと、チャールズ・チャップリンの『巴里の女性』（1923年）におけるカメオ出演だったという。それ以来、ヒッチコックは縁起を担ぐ意味を含めて、お遊びのつもりで自身の作品に一瞬だけ登場するようになった。伝記作家のドナルド・スポトーは、それがヒッチコックの作品につけた自署（サイン）のようなものであり、ヒッチコックの「流儀」となったと述べている。
ヒッチコックのカメオ出演の主なパターンとしては、通行人（『レベッカ』（1940年）、『私は告白する』（1953年）など）、バスや列車などの公共交通機関の利用者（『恐喝』（1929年）、『バルカン超特急』（1938年）、『疑惑の影』（1943年）など）、群衆の一人（『フレンジー』（1972年）など）が挙げられる。『救命艇』（1944年）、『ロープ』（1948年）、『ダイヤルMを廻せ!』（1954年）のような限定された場所で物語が展開される作品では、普通にカメオ出演することができないため、工夫を凝らして写真や広告の中に登場した。また、ヒッチコックはしばしば楽器を持って登場することがあり（『白い恐怖』（1945年）、『見知らぬ乗客』（1951年）、『めまい』（1958年）など）、いくつかの作品の登場の仕方にはちょっとしたコミカルな描写が見られた（例えば、『恐喝』では子供に嫌がらせを受け、『トパーズ』（1969年）では車椅子から立ち上がる）。
カメオ出演はヒッチコックのユーモア精神の表れであり、ひとつのお馴染みの呼び物となった。観客にとってスクリーンにヒッチコックの姿を探すことは楽しみかつ期待するものになったが、その一方で観客がカメオ出演に注意を払うあまり、プロットを追うことに集中できなくならないようにするため、ヒッチコックはほとんどの作品で映画開始から数分以内に出演するように配慮している。一部の伝記作家は、カメオ出演がヒッチコックのブランドとイメージを構築するためのプロモーション活動のひとつの要素だったと見なしている。実際にカメオ出演は、テレビシリーズ『ヒッチコック劇場』（1955年 - 1965年）のホスト役での出演とともに、ヒッチコックの名前を今日まで広く知らしめることとなり、映画評論家の山田宏一は「一作ごとにチラッと特別出演するヒッチコックの太ったシルエットは、チャップリンの放浪紳士のスタイルと同じくらい有名になった」とさえ述べている。ヒッチコックのカメオ出演は、ジョン・カーペンターやピーター・ジャクソンの自作へのカメオ出演や、『アデルの恋の物語』（1975年）に出演したフランソワ・トリュフォーに影響を与えた。

1966年のフランソワ・トリュフォーとのインタビューでは次のように述べた。
このタスクは、フレームを埋めるという非常に実用的なものでした。それが迷信的な偏見に変わり、最終的にはギャグとなりました。しかし最近、このギャグが多くの問題を引き起こし始めています。大勢のエキストラの中から私を探すことなく、人々が落ち着いて映画を観てもらえるように、最初の5分間だけ画面に登場するようにしています。
1950年、『ニューヨーク・タイムズ』紙の記事「マスター・オブ・サスペンス：内省」の中で、ヒッチコックは次のように書いた。
監督はチームの残り半分がどのようにしているかを知っている必要があります。そこで私はカメラの反対側に移動して、スタッフに撮影してもらい、スタッフに撮影されることがどのようなものかを学ぶことができます。

## カメオ出演の一覧
- ヒッチコックのカメオ出演が不確かなもの
- 「時間」は本編開始からヒッチコックが登場するまでの時間である。

| 年     | - 邦題 - 原題                                    | 時間  | 役柄・説明 |
| ------ | ------------------------------------------------ | ----- | --- |
| 1927年 | - 下宿人 - The Lodger: A Story of the London Fog | 0:00  | 通信社の編集室で、カメラに背を向けて座って電話をしている。 |
| 1927年 | - 下宿人 - The Lodger: A Story of the London Fog | 1:24  | 主人公（アイヴァー・ノヴェロ）が逮捕されるのを見ている野次馬の一人。 しかし、この人物がヒッチコックである可能性は低いと指摘されている。 |
| 1927年 | - ふしだらな女 - Easy Virtue                     | 0:00  | 杖を持ってテニスコートを通り過ぎる。 この人物がヒッチコックであるという確証はない。 |
| 1929年 | - 恐喝 - Blackmail                               | 0:00  | 地下鉄の中で本を読む乗客で、隣の席の小さな男の子に邪魔をされてイライラする。 登場時間はカメオ出演した作品の中で最長の19秒である。 |
| 1930年 | - 殺人! - Murder!                                | 1:00  | 女性とともに殺人現場の下宿の前を通り過ぎる。 |
| 1934年 | - 暗殺者の家 - The Man Who Knew Too Much         | 0:00  | バスが通り過ぎたあとに道路を渡る、トレンチコート姿の歩行者。 |
| 1935年 | - 三十九夜 - The 39 Steps                        | 0:00  | リチャード・ハネイ（ロバート・ドーナット）とアナベラ・スミス（ルーシー・マンハイム）が劇場から逃げ出した際、バスの前でゴミをポイ捨てする歩行者。 |
| 1936年 | - サボタージュ - Sabotage                        | 0:00  | 停電から復旧した映画館の前を横切りながら上を見る。 |
| 1937年 | - 第3逃亡者 - Young and Innocent                 | 0:00  | 裁判所の出口で写真を撮ろうとする報道カメラマン。 |
| 1938年 | - バルカン超特急 - The Lady Vanishes             | 1:33  | ロンドン・ヴィクトリア駅のホームでギルバート（マイケル・レッドグレイヴ）とアイリス（マーガレット・ロックウッド）のそばを、黒いコートを着てタバコを吸いながら歩く。 |
| 1940年 | - レベッカ - Rebecca                             | 2:01  | 警官に話しかけるジャック（ジョージ・サンダース）の後ろを通り過ぎる。 カメオ出演の中で最も登場時間が短い作品の1つである。 |
| 1940年 | - 海外特派員 - Foreign Correspondent             | 0:00  | ロンドンの街で、新聞を読みながらジョニー・ジョーンズ（ジョエル・マクリー）とすれ違う歩行者。 |
| 1941年 | - スミス夫妻 - Mr. & Mrs. Smith                  | 42:52 | タバコを吸いながら主人公の夫婦（ロバート・モンゴメリーとキャロル・ロンバード）が暮らすホテルの前を通り過ぎる。 |
| 1941年 | - 断崖 - Suspicion                               | 46:50 | 村の郵便ポストに手紙を投函する。 |
| 1942年 | - 逃走迷路 - Saboteur                            | 1:05  | ドラッグストアのショーウィンドー（雑誌スタンド）の前に立ちながら、女性と何かを話している。 |
| 1943年 | - 疑惑の影 - Shadow of a Doubt                   | 0:00  | サンタローザへ向かう列車の中で、カメラに背を向けて老夫婦とトランプゲームをしている。ヒッチコックがカードを広げるとフルハウスで勝っているというユーモアが見られる。 別の登場人物がヒッチコックに直接話しかける唯一のカメオ出演である。 |
| 1944年 | - 救命艇 - Lifeboat                              | 0:00  | ガス（ウィリアム・ベンデックス）が読んでいる古新聞に掲載された架空のやせ薬「レドゥーコ」の広告のモデル（薬の使用前と使用後の写真として）。 1943年にヒッチコックが食事療法で減量に成功した時の、減量前と減量後の写真を使っている。後日、この映画を見た肥満体型の人たちから「レドゥーコ」の入手方法を教えて欲しいという内容の手紙が殺到した。 |
| 1945年 | - 白い恐怖 - Spellbound                          | 0:43  | エンパイア・ステート・ホテルのエレベーターから、小さなヴァイオリンケースを片手に、タバコを吸いながら降りてくる。 |
| 1946年 | - 汚名 - Notorious                               | 1:04  | アレックス・セバスチャン（クロード・レインズ）の邸宅で催された大きなパーティの招待客のひとりで、シャンパンを飲み干して立ち去る。 |
| 1947年 | - パラダイン夫人の恋 - The Paradine Case         | 0:36  | アンソニー・キーン（グレゴリー・ペック）に続いて、チェロを抱えてイギリスのカンバーランド駅を出る。 |
| 1948年 | - ロープ - Rope                                  | 0:00  | オープニングクレジットの終了直後に、女性とともにアパートの下の歩道を通り過ぎる。 これもヒッチコックが出演したものか疑問視する向きがある。トーマス・M・リーチによると、ワーナー・ブラザースの製作記録にはこのカメオ出演のことが記されていないという。                                                                                        |
| 1948年 | - ロープ - Rope                                  | 0:55  | アパートの窓から見える架空のやせ薬「レドゥーコ」の赤いネオンサインに、ヒッチコックのトレードマークである似顔絵のシルエットが現れる。 |
| 1949年 | - 山羊座のもとに - Under Capricorn               | 0:00  | パレード中のシドニーの街の広場で、灰色がかったコートと茶色の帽子をかぶった群衆の一人。 |
| 1949年 | - 山羊座のもとに - Under Capricorn               | 0:00  | 総督官邸の外階段にいる3人の男性のうち、真ん中の人物。 |
| 1950年 | - 舞台恐怖症 - Stage Fright                      | 0:38  | メイドに変装したイヴ（ジェーン・ワイマン）とすれ違い、振り返って彼女を見つめる。 |
| 1951年 | - 見知らぬ乗客 - Strangers on a Train            | 0:00  | ガイ（ファーリー・グレンジャー）が降りるのとすれ違いに、大きなコントラバスを抱えて列車に乗り込む。 |
| 1953年 | - 私は告白する - I Confess                       | 0:00  | オープニングクレジットのあと、ロングショットで階段の上の街路を右から左へ歩いて行く。 |
| 1954年 | - ダイヤルMを廻せ! - Dial M for Murde            | 13:05 | トニー（レイ・ミランド）の同窓会の記念写真に写る（写真の左側）。 |
| 1954年 | - 裏窓 - Rear Window                             | 0:00  | ジェフ（ジェームズ・ステュアート）の向かいのアパートで暮らす売れない作曲家（ロス・バグダサリアン）の部屋で、時計のネジを巻いている。 |
| 1955年 | - 泥棒成金 - To Catch a Thief                    | 9:40  | 猫とあだ名されるジョン・ロビー（ケーリー・グラント）がバスの後部座席に座ると、その左隣りにすました顔で座っている。 ロビーの右隣りにはカナリヤの入った鳥籠があるが、これはジョン・ウィラード原作の『猫とカナリヤ』にひっかけたジョークである。                                                                                               |
| 1955年 | - ハリーの災難 - The Trouble with Harry          | 0:00  | 外で展示販売されている絵画を眺める老人のリムジンの脇を通り過ぎる。 |
| 1956年 | - 知りすぎていた男 - The Man Who Knew Too Much   | 0:00  | モロッコの市場で、カメラに背を向けて曲芸を見物する群衆の一人。 |
| 1956年 | - 間違えられた男 - The Wrong Man                 | 0:00  | オープニングクレジットの前に、ひと気のないステージにシルエットで登場し、この作品が真実の物語であるとナレーションをする。 カメオ出演の中で、ヒッチコックが肉声を発する唯一の作品である。 |
| 1958年 | - めまい - Vertigo                               | 0:00  | 灰色のスーツ姿で、ホーンケースを片手に、サンフランシスコの造船所の門の前を通り過ぎる。 |
| 1959年 | - 北北西に進路を取れ - North by Northwest        | 2:10  | オープニングクレジットの直後、バスに乗り遅れる（ヒッチコックの目の前でドアが閉まる） |
| 1960年 | - サイコ - Psycho                                | 0:00  | マリオン（ジャネット・リー）が勤務先の不動産会社のオフィスに戻った際、そのガラス窓越しにカウボーイハットをかぶって立っている。 |
| 1963年 | - 鳥 - The Birds                                 | 0:00  | メラニー（ティッピ・ヘドレン）がペットショップに入るのとすれ違いに、2匹の白いテリアを連れて店を出る。 この2匹のテリアは、ヒッチコックの愛犬のシーリハム・テリアのジェフリーとスタンリーである。 |
| 1964年 | - マーニー - Marnie                              | 0:00  | ホテルの廊下で、マーニー（ティッピ・ヘドレン）がベルボーイに荷物を運ばせて奥へ去ったあと、画面左の部屋から出てきて、ヘドレンの方を見たあとにカメラの方を見る。 |
| 1966年 | - 引き裂かれたカーテン - Torn Curtain            | 0:00  | コペンハーゲンのホテルのロビーで、赤ちゃんを膝に乗せて座っている。ヒッチコックの動きと身振りは、赤ちゃんがお漏らしをしたことを示唆している。 |
| 1969年 | - トパーズ - Topaz                               | 0:00  | ラガーディア空港内で看護士が押す車椅子に座って登場するが、そのあとに車椅子から立ち上がり、男と握手をしたのち、そのまま歩いて行く。 |
| 1972年 | - フレンジー - Frenzy                            | 3:17  | テムズ川沿いのロンドン・カウンティ・ホールの前で政治家の演説を聞く群衆の一人で、2つのショットで登場する。 |
| 1976年 | - ファミリー・プロット - Family Plot             | 0:00  | 役所の戸籍係の事務所のドアのくもりガラスに映るシルエットで登場し、年配の女性と口論をしている。 |

## ギャラリー

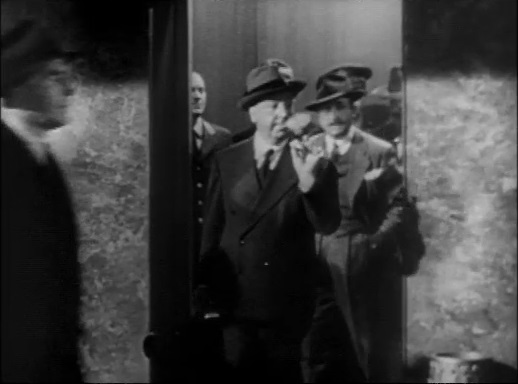
『白い恐怖』（1945年） ホテルのエレベーターから出てくる。

## その他のヒッチコックのカメオ出演
- ヒッチコックが演出したテレビシリーズ『ヒッチコック劇場』のエピソード「賭（Dip in the Pool）」（1958年）では、登場人物が読む雑誌の表紙の人物としてカメオ出演している[1]。
- アラン・レネ監督の『去年マリエンバートで』（1961年）では、ホテルの廊下に立つ人物としてカメオ出演している[36][37]。これはヒッチコックを敬愛するレネによるオマージュであるが[36]、映画評論家のジョナサン・ローゼンバウム（英語版）によると、これはヒッチコック本人ではなく、等身大に引き伸ばしたヒッチコックの写真であるという[38]。